# Месолонгіон
Месоло́нгіон (грец. Μεσολόγγι) — місто і порт у Греції, на березі затоки Патраїкос Іонічного моря, адміністративний центр нома Етолія і Акарнанія.

## Історія
Місто було засноване у 16 столітті. На початку 19 століття було одним із центрів подій Грецької війни за назалежність проти османського панування.
1824 році у Месолонгіоні помер англійський поет Дж. Байрон. Востаннє Байрон приплив до Греції на початку серпня 1823 року на борту англійського корабля «Геркулес». Вітрильний фрегат кинув якір у головному порту острова Кефалінія (архіпелаг Іонічних островів) — Аргостоліон. Потім Байрон попрямував у грецький порт Месолонгіон. Там його з нетерпінням чекали представники грецького уряду. Як розповідають біографи поета, переїзд був завідомо небезпечним. Судно, на якому знаходився Байрон, зазнало аварії і насилу врятувалося від турецького переслідування. Діставшись міста, поет віддає свою енергію на створення та зміцнення грецьких військових частин у Месолонгіоні. Проте він захворів на пропасницю і невдовзі помер.

## Населення
| Рік  | Місто  | Муніципалітет |
| ---- | ------ | ------------- |
| 1981 | 11,375 | —             |
| 1991 | 10,916 | 16,859        |
| 2001 | 12,225 | 17,988        |

## Міста-побратими
- Шефлісдорф, Швейцарія